# Бетге, Раймунд
Ра́ймунд Бе́тге (нем. Raimund Bethge; 7 июля 1947, Шведт) — немецкий легкоатлет и бобслеист-разгоняющий, выступал за сборную ГДР в 1970-х годах. Участник зимних Олимпийских игр в Инсбруке, чемпион мира в зачёте четырёхместных экипажей, призёр многих международных турниров и национальных первенств. Также известен как тренер по бобслею и скелетону, в течение двадцати лет успешно возглавлял сборную Германии.

## Биография
Раймунд Бетге родился 7 июля 1947 года в городе Шведт. В молодости бегал на спринтерские дистанции, состоял в потсдамском спортивном клубе «Форвертс» и участвовал в крупных соревнованиях по лёгкой атлетике, например, в 1969 году стал чемпионом ГДР в беге на 110 м с барьерами, занял пятое место на чемпионате Европы в Афинах. Тем не менее, со временем у него накопилось несколько хронических травм, и выступление в спринтерских дисциплинах стало невозможным, поэтому в 1973 году он решил попробовать себя в бобслее и в качестве разгоняющего присоединился к экипажу пилота Хорста Шёнау.
Их с Шёнау команда показывала неплохие результаты, выиграла несколько национальных первенств и в 1976 году благодаря череде удачных выступлений была удостоена права защищать честь страны на зимних Олимпийских играх в Инсбруке. Попасть в число призёров им всё же не удалось, в двойках финишировали седьмыми, тогда как в четвёрках при содействии разгоняющих Хорста Бернхардта и Харальда Зайферта остановились в шаге от подиума — на четвёртой позиции. В 1977 году Бетге перешёл в экипаж более удачливого пилота Майнхарда Немера, и эта перестановка сразу же принесла плоды — с четырёхместным экипажем, куда также вошли разгоняющие Бернхард Гермесхаузен и Ханс-Юрген Герхардт, они завоевали золотую медаль на чемпионате мира в швейцарском Санкт-Морице. Таким составом позже выступили на мировом первенстве 1978 года в американском Лейк-Плэсиде, выиграли серебро в двойках и бронзу в четвёрках.
Несмотря на почтенный возраст, Бетге находился в отличной форме и мог продолжать показывать хорошие результаты на самом высоком уровне, однако в 1979 году он попал в автокатастрофу и из-за полученных травм вынужден был завершить спортивную карьеру (его место в немецкой команде занял разгоняющий Детлеф Рихтер). Впоследствии устроился работать тренером в Оберхофе, был наставником таких известных бобслеистов как Вольфганг Хоппе и Кристоф Ланген. В 1988 году награждён бронзовым орденом «За заслуги перед Отечеством», а позже получил предложение возглавить сборную объединённой Германии по бобслею и скелетону. Таким образом, он возглавлял национальную команду вплоть до 2010 года (в 2005 году на трассе в итальянской Чезане во время подготовки к олимпийским заездам в него на полной скорости врезался австралийский боб и переломал ему обе ноги, в результате чего пришлось отойти от тренерской деятельности на целый сезон).
Работа Бетге в качестве тренера сборной была весьма успешной, так, в течение двадцати лет его подопечные выиграли на Олимпийских играх, чемпионатах мира и Европы 52 золотые, 36 серебряных и 38 бронзовых медалей в бобслее, а также 7 золотых, 6 серебряных и 9 бронзовых медалей в скелетоне. В 2006 году Олимпийская спортивная конфедерация Германии признавала его тренером года (впервые в истории страны этого титула удостоен наставник по бобслею и скелетону). В 2010 году Раймунд Бетге передал руководство сборной своему ученику Кристофу Лангену, но сам не оставил спорт, став спортивным функционером, в частности, был избран почётным членом Международной федерации санного спорта.
Его сводный брат Бернхард Хохвальд и невестка Катя Клепп были довольно известными стрелками, неоднократно представляли страну на летних Олимпийских играх.